# Ганс Фрейштадт
Ганс Фрейштадт (нім. Hans Freistadt; 6 липня 1945 — пом. 23 жовтня 2019) — німецький боксер югославського походження, чемпіон Європи серед аматорів.

## Аматорська кар'єра
1964 року став чемпіоном Західної Німеччини, однак до складу Об'єднаної німецької команди на літні Олімпійські ігри 1964 не потрапив, поступившись місцем Отто Бабіашу (НДР).
1965 року, ставши знов чемпіоном ФРН, дебютував на чемпіонаті Європи, де став чемпіоном.
- В 1/8 фіналу переміг Алі Укара (Туреччина) — TKO 1
- У чвертьфіналі переміг Тоні Гамма (Англія)
- У півфіналі переміг Джона Маккласкі (Шотландія)
- У фіналі переміг Губерта Скшипчака (Польща) — 3-2

На чемпіонатах Європи 1967 і 1971 програвав у першому бою.